# Wikariat apostolski Ingwavuma
Wikariat apostolski Ingwavuma – wikariat apostolski Kościoła rzymskokatolickiego we wschodniej części Republiki Południowej Afryki, przy granicy z Eswatini. Podlega bezpośrednio Stolicy Apostolskiej. Jest ostatnią pozostałą jeszcze w RPA administraturą kościelną o statusie wikariatu – wszystkie pozostałe stały się już diecezjami. Powstała 12 listopada 1962 jako prefektura apostolska. Wikariatem jest od 19 listopada 1990. 